# Chew Wei Lun
Chew Wei Lun (26 de agosto de 1995) es un deportista malasio que compite en bochas adaptadas. Ganó una medalla de plata en los Juegos Paralímpicos de Tokio 2020, en la prueba individual mixto (clase BC1).

## Palmarés internacional
| Juegos Paralímpicos | Juegos Paralímpicos | Juegos Paralímpicos | Juegos Paralímpicos  |
| Año                 | Lugar               | Medalla             | Prueba               |
| ------------------- | ------------------- | ------------------- | -------------------- |
| 2020                | Tokio (Japón)       | Medalla de plata    | Individual BC1 mixto |